# Condor of Bermuda
Condor of Bermuda war eine Maxi-Yacht-Kampagne, die unter der Führung und Finanzierung des in London ansässigen internationalen Geschäftsmanns Bob Bell (Versicherung) stand. Der ursprüngliche Name der Yacht war Condor, aber sie wurde nach Bells Zusammenarbeit mit der Versicherung „Heath’s Insurance Co.“ (London) für das Whitbread Round the World Race 1977–1978 (heute: The Ocean Race) in Heath's Condor umbenannt. Es gibt keine Verbindung zum ehemaligen britischen Premierminister Edward Heath (1916–2005), der Skipper und Eigner der Admiral’s-Cup-Yacht Morning Cloud war, einer (S&S 42). Heath's Condor wurde später in Condor of Bermuda umbenannt, da die Regierungspolitik im Vereinigten Königreich in den 1970er Jahren die Finanzierung einer solchen Kampagne faktisch verhinderte, indem sie die Finanzierung und Domizilierung einer solchen Finanzkonstruktion aus den Heimatländern praktisch unmöglich machte.

## Konstruktion
Condor of Bermuda ist eine Maxi-Yacht, gebaut mit einem Schiffsrumpf aus Mahagoni mit einer glanzpolierten Bordwand. Die Yacht wird oft mit ihrer Nachfolgerin Condor (Baujahr 1981) verwechselt (manchmal auch als Condor II bezeichnet). Der Schiffsrumpf der Nachfolgerin war aus Kevlar- und Verbundwerkstoffstrukturen mit einem Alu–Space–Frame im Schiffsinneren konstruiert und geriet aufgrund von Änderungen der International Offshore Rule–Regeln etwas größer. Die beiden Yachten gehörten Bob Bell und wurden wegen der unterschiedlichen Rümpfe umgangssprachlich als „The Grand Piano“ (deutsch Das große Klavier) und „Plastic Condor“ genannt. Die Crews, die auf beiden Yachten gesegelt hatten, nannten Condor of Bermuda scherzhaft „Brown Bus“ (deutsch Brauner Bus). Die von John Sharp entworfene 77–Fuß–Slup (23,80 m) wurde aus kaltgeformtem Holz gebaut und verfügte über einen teilweise aus Kohlefaser gefertigten Schiffsmast. Sie war die erste Yacht weltweit, die 1977–1978 beim „Whitbread Around the World Race“ mit einem Kohlefasermast segelte.

## Regatta-Erfolge
Condor of Bermuda war als Rennyacht von 1977 bis ungefähr 1983 aktiv im Regattasegeln.
- 1974 Round Britain Race: Sieg als schnellstes Einrumpfboot unter dem Kommando von Peter Blake (1948–2001) zusammen mit Robin Knox-Johnston.
- 1977–1978 Whitbread Around the World Race: Heath’s Condor, wie die Yacht bei diesem Rennen genannt wurde, wurde gemeinsam von Leslie Williams und Robin Knox Johnston geskippert.
  - Nachdem sich Heaths Condor einen beachtlichen Vorsprung heraus gesegelt hatte, war sie auf der  ersten Etappe von Portsmouth nach Kapstadt aufgrund eines katastrophalen Rigg-Ausfalls letztendlich nicht mehr wettbewerbsfähig.[3]
  - Sie gewann nach der Reparatur trotzdem die zweite Etappe (Kapstadt nach Auckland, Neuseeland) als First Ship Home.
  - Sie erreichte den zweiten Platz auf der dritten Etappe (Auckland nach Rio de Janeiro) trotz eines gebrochenen Mastes.
  - Auf der letzten Etappe (Rio de Janeiro nach Portsmouth) siegte sie wieder nach gesegelter Zeit (First Ship Home).
- In der Gesamtwertung der Weltrennens erreichte Heaths Condor nur den letzten Platz in der Flotte von 15 Yachten nach berechneter Zeit (144 Tage). Bei späteren Rennen wurden die Regeln geändert, um Yachten nach einem Missgeschick auf einer Etappe eine bessere Chance zu geben.
- 1979 Fastnet Race: Sieg in diesem tragischen Sturm-Rennen nach gesegelter Zeit (71 Std. 37 Min. und 23 Sec.). Der damals bestehende Rekord wurde um 7 Stunden unterboten.[4]
- 1979 Auckland Anniversary Regatta: Gewinn des Heather Cup
- 1982 Sydney-Hobart-Regatta: Die Yacht gewann die Regatta nach gesegelter Zeit mit nur sieben Sekunden Vorsprung gegen Apollo III während eines anstrengenden Match Race auf dem River Derwent. Das war der knappste Sieg aller Zeiten.

## Weitere Nutzung

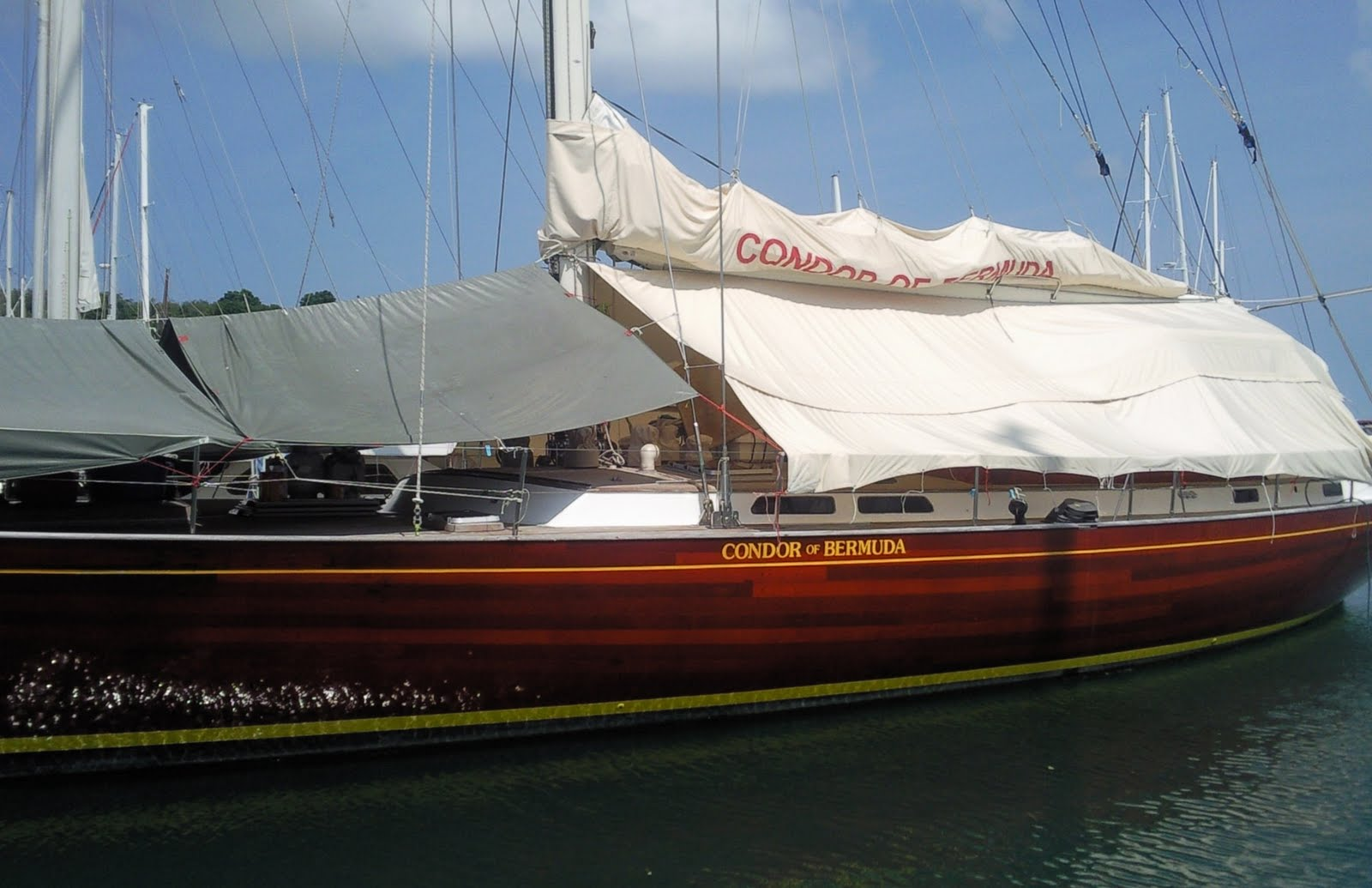
Condor of Bermuda in Asien, 2009

Im Jahr 1980 wurde Condor of Bermuda auf dem Rückweg von der Sydney-Hobart-Regatta auf einem Riff bei Marlon Brandos Insel Tetiaroa in Tahiti beschädigt. Die Yacht wurde geborgen und komplett wieder in Neuseeland aufgebaut und weiter gesegelt.
Später wurde sie in den Jahren 1984–1987 in eine Luxuskreuzfahrtyacht umgebaut. Das Design entwarf Bruce Farr. Sie segelte im Südpazifik, dem Great Barrier Reef, und absolvierte mehrere Sydney-Hobart-Regatten in der Kategorie Cruising mit dem ursprünglichen Besitzer und Skipper Bob Bell und einer Chartercrew. Zuletzt wurde sie im Rahmen einer Grundüberholung in Thailand gesehen.